# Phlegetonia porphyriota
Phlegetonia porphyriota är en fjärilsart som beskrevs av George Francis Hampson 1912. Phlegetonia porphyriota ingår i släktet Phlegetonia och familjen nattflyn. Inga underarter finns listade i Catalogue of Life.